# Hiromi Uehara
Hiromi Uehara (Japanska: 上原ひろみ), född 26 mars 1979 i Hamamatsu, är en japansk jazzkompositör och -pianist. Hon är känd för sin teknik, energifyllda liveframträdanden och för att blanda olika musikgenrer såsom jazz, progressiv rock, klassiskt samt jazzfusion i sina kompositioner.
Hiromi skivdebuterade 2003 med albumet Another Mind, och har hittills givit ut sammanlagt fyra album under artistnamnet Hiromi och två som Hiromi's Sonicbloom.

## Diskografi

### Studioalbum
Som "Hiromi"
- 2003 - Another Mind
- 2004 - Brain
- 2006 - Spiral
- 2009 - Place to Be (solopiano med gästartist Akiko Yano på bonuslåten)

Som "Hiromi's Sonicbloom"
- 2007 - Time Control
- 2008 - Beyond Standard

Som "The Trio Project"
- 2016 - Spark

- 2014 - Alive

- 2012 - Move

- 2011 - Voice

### Videor
- 2005 - Hiromi Live in Concert
- 2007 - Hiromi’s Sonicbloom Live in Concert
- 2011 - Solo Live at Blue Note New York

### Övriga utgivningar
- 2008 - Chick & Hiromi - Duet (2009 internationellt; livealbum inspelat med Chick Corea vid Tokyo Blue Note)
- 2009 - The Stanley Clarke Trio (med Hiromi och Lenny White) - Jazz in the Garden